# Communauté de communes du Lezayen
La communauté de communes du Lezayen est une ancienne communauté de communes française, située dans le département des Deux-Sèvres, en région Poitou-Charentes.

## Historique
La communauté de communes du Lezayen a été créée le 31 décembre 1993.
Le 31 décembre 2013, elle est dissoute. Ses communes sont rattachées au 1er janvier 2014 à la communauté de communes du Mellois.

## Composition
Elle était composée des dix communes du canton de Lezay :
- Chenay
- Chey
- Lezay
- Messé
- Rom
- Saint-Coutant
- Sainte-Soline
- Sepvret
- Vançais
- Vanzay